# Funkl
Funkl je priimek v Sloveniji, ki ga je po podatkih Statističnega urada Republike Slovenije na dan 1. januarja 2010 uporabljalo 44 oseb in je med vsemi priimki po pogostosti uporabe uvrščen na 8.183. mesto.

## Znani nosilci priimka
- Janez Funkl, sabljač
- Katja Funkl, plavalka
- Lojze Funkl, inženir gozdarstva, organizator
- Marko Funkl, politični in sindikalni aktivist, župan Občine Hrastnik
- Mojca Funkl, igralka